# جوردن توماس
جوردن توماس (بالإنجليزية: Jordan Thomas)‏ هو لاعب كرة قدم أمريكية أمريكي، ولد في 2 أغسطس 1996 في هاتيسبورغ في الولايات المتحدة.